# Striga densiflora
Striga densiflora är en snyltrotsväxtart som först beskrevs av George Bentham, och fick sitt nu gällande namn av George Bentham. Striga densiflora ingår i släktet Striga och familjen snyltrotsväxter. Inga underarter finns listade i Catalogue of Life.

## Bildgalleri

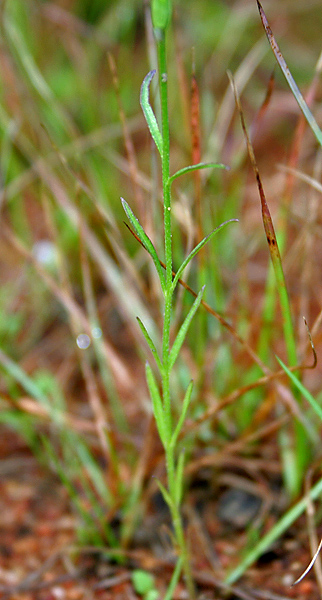
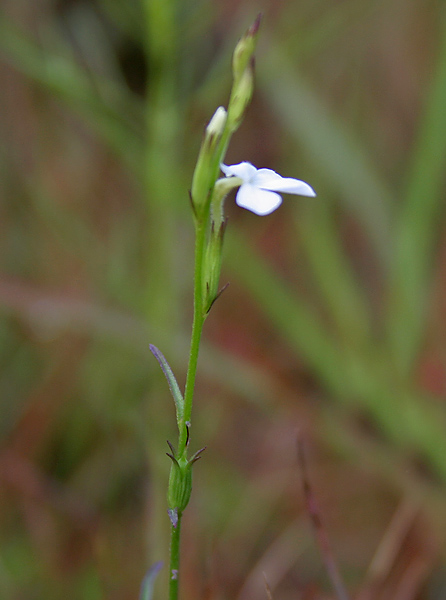